# دختری با یک آب‌پاش
دختری با یک آب‌پاش یک نقاشی به سبک امپرسیونیسم است که توسط پیر آگوست رنوآر در سال ۱۸۷۹ کشیده شده‌است. این نقاشی ظاهراً در باغ معروف مونه در ارژانتوی فرانسه کشیده شده‌است. نقاشی‌ دوشیزه لکر را نشان می‌دهد که پیراهنی آبی پوشیده و آب‌پاشی را در دستش نگه داشته‌است.